# Jaume de Carreras i del Portal
Jaume de Carreras i del Portal (? 1658 - Milà 1743) fou militar català durant la Guerra de Successió Espanyola. Partidari progermànic de primera hora, fou dels que insistí més, juntament amb N'Antoni de Peguera i d'Aimeric, en la necessitat d'ampliar l'Exèrcit de Catalunya.
El lloctinent (virrei) borbònic de Barcelona, Velasco, dictà ordre d'empresonament contra ell el 1704, per ser membre del complot del Portal de l'Àngel organitzat pel mariscal Jordi de Hessen-Darmstadt, i que pretenia sublevar Barcelona des de l'interior.
Pogué escapar i s'uní a les forces del mariscal alemany i va participar en la Conquesta de Gibraltar. Va desembarcar a Barcelona el 1705 i després de la Victòria de l'Aixecament Militar Austriacista, s'uní al regiment de cavalleria que s'estava alçant, el Regiment de Cavalleria nº2 Clariana, amb el grau de sergent major
El 1708 participà en la presa de Sardenya. El 1709 fou ascendit al grau de tinent coronel i participà en el combat del Montnegre.
Algunes fonts apunten que alçà un regiment de cavalleria el 1714 i que fou desbandat el 1718. Una altra possibilitat seria que el Regiment nº2 Clariana, estigués sota el seu comandament en algun moment determinat. Ostentava el títol de comte de Carreras, que va ser elevat a marquès de Carreras, en agraïment als valuosos serveis prestats, per l'arxiduc Carles d'Àustria, llavors emperador, el 4 de setembre de 1723.
El 1717 va lluitar en la defensa de Càller (Sardenya) amb l'exèrcit imperial sota les ordres de l'aleshores mestre de campanya Josep Antoni de Rubí i de Boixadors. Després va ser governador de Trapani (1721-1735), de Trieste; i lloctinent de l'emperador al Ducat de Milà (1738-1743)